# Cytophaga
Cytophaga ist eine Gattung von Bakterien, die zu der Abteilung der Bacteroidetes gehört. Die Typusart ist Cytophaga hutchinsonii Winogradsky 1929. Arten von Cytopohaga kommen im Boden vor und sind wichtig für die bakterielle Zersetzung von Cellulose.

## Erscheinungsbild
Die Zellen sind stäbchenförmig, ungefähr 0,3-0,5 µm breit und 2-10 µm lang, mit leicht zugespitzten Enden. Der Gram-Test ist negativ. Sie bilden keine Ruhestadien. Flagellen sind nicht vorhanden. Die Fortbewegung ist gleitend. Die Kolonien sind gelb bis orange gefärbt, Pigmente sind Carotinoide sowie Flexirubin bei Cytophaga hutchinsonii und Cytophaga xylanolytica.

## Wachstum und Stoffwechsel
Cytophaga ist chemoorganotroph. Der Stoffwechsel ist die Atmung mit Sauerstoff als Elektronenakzeptor. Der Oxidase-Test ist positiv, der Katalase-Test negativ. Die Arten Cytophaga aurantiaca und Cytophaga hutchinsonii sind wichtig für die bakterielle Zersetzung von Cellulose an gut mit Sauerstoff versorgten (oxischen) Standorten. Bei der Zersetzung von Cellulose haften sich die Bakterien an die Fasern der Cellulose an. Das Enzym (Cellulase) bleibt an der Zellwand verbunden, freie, lösliche Enzyme für den Abbau werden nicht gebildet. Auch die verwandte Gattung Sporocytophaga kann Cellulose nutzen. Cellulose wird nur von wenigen Gruppen von Organismen umgesetzt, wichtig sind hierfür neben Bakterien vor allem die Pilze.

## Systematik
Folgende Arten werden zu Cytophaga gestellt:
- Cytophaga aurantiaca (ex Winogradsky 1929) Reichenbach 1989
- Cytophaga fermentans Bachmann 1955
- Cytophaga hutchinsonii Winogradsky 1929
- Cytophaga xylanolytica Haack and Breznak 1993